# 威靈控股
威靈控股有限公司（Welling Holding Limited，港交所除牌前0382.HK），是中國一家家用電器製造的企業，於1992年成立。在2008年4月15日，由華凌集團有限公司（1987年成立）換取上市而來，現時業務專業研發製造電機及其驅動系統，所開發的電機產品廣泛運用於空調、洗衣機、冰箱、洗碗機、小家電、汽車等領域。

## 事件
2010年4月，美的完成配售12億股本公司現有股份及發行6億股本公司新股份，集資約港幣2.45億元。
2017年11月5日，威靈控股被控股公司美的，以1,850,724,688.58港元或每股價格2.06港元進行私有化，原因長期股價和交投處於低水平。
2018年2月5日，在股東大會通過所有項目後，撤銷上市日期為2018年2月20日。

## 外部連結
- （英文）威靈控股全球官網
- （简体中文）威靈控股中國官網